# España en el Campeonato Europeo de Atletismo
España en los campeonatos europeos de atletismo refleja los resultados de la selección española de atletismo que ha intervenido en las 26 ediciones  del Campeonato Europeo de Atletismo tras iniciar su participación en la cuarta edición, celebrada en Bruselas en 1950 aunque hay que reseñar que las atletas femeninas no iniciaron su participación hasta la décima edición celebrada en Helsinki en 1971.
El número de atletas solo incluye a los que llegaron a tomar parte en cada campeonato, sin tener en cuenta a quienes causaron baja de última hora ni a quienes formaban parte de los equipos de relevos, pero no llegaron a competir.
El número de finalistas de cada campeonato incluye también a los medallistas.
| Edición | Año  | Sede       | Atletas                               | Finalistas                            | Oros                                  | Platas                                | Bronces                               | Puesto en el medallero                |
| ------- | ---- | ---------- | ------------------------------------- | ------------------------------------- | ------------------------------------- | ------------------------------------- | ------------------------------------- | ------------------------------------- |
| IV      | 1950 | Bruselas   | 1                                     | 0                                     | 0                                     | 0                                     | 0                                     | -                                     |
| V       | 1954 | Berna      | 4                                     | 0                                     | 0                                     | 0                                     | 0                                     | -                                     |
| VI      | 1958 | Estocolmo  | 7                                     | 1                                     | 0                                     | 0                                     | 0                                     | -                                     |
| VII     | 1962 | Belgrado   | 4                                     | 0                                     | 0                                     | 0                                     | 0                                     | -                                     |
| VIII    | 1966 | Budapest   | 7                                     | 3                                     | 0                                     | 0                                     | 0                                     | -                                     |
| IX      | 1969 | Atenas     | 6                                     | 0                                     | 0                                     | 0                                     | 0                                     | -                                     |
| X       | 1971 | Helsinki   | 16                                    | 3                                     | 0                                     | 0                                     | 0                                     | -                                     |
| XI      | 1974 | Roma       | 17                                    | 3                                     | 0                                     | 0                                     | 0                                     | -                                     |
| XII     | 1978 | Praga      | 17                                    | 3                                     | 1                                     | 0                                     | 0                                     | 10º                                   |
| XIII    | 1982 | Atenas     | 23                                    | 6                                     | 1                                     | 2                                     | 2                                     | 6º                                    |
| XIV     | 1986 | Stuttgart  | 33                                    | 9                                     | 1                                     | 0                                     | 2                                     | 8º                                    |
| XV      | 1990 | Split      | 61                                    | 20                                    | 0                                     | 2                                     | 0                                     | 11º                                   |
| XVI     | 1994 | Helsinki   | 58                                    | 16                                    | 3                                     | 2                                     | 4                                     | 6º                                    |
| XVII    | 1998 | Budapest   | 71                                    | 25                                    | 2                                     | 1                                     | 4                                     | 9º                                    |
| XVIII   | 2002 | Múnich     | 69                                    | 28                                    | 6                                     | 3                                     | 6                                     | 2º                                    |
| XIX     | 2006 | Gotemburgo | 76                                    | 29                                    | 3                                     | 3                                     | 5                                     | 5º                                    |
| XX      | 2010 | Barcelona  | 83                                    | 28                                    | 2                                     | 2                                     | 2                                     | 7º                                    |
| XXI     | 2012 | Helsinki   | 67                                    | 16                                    | 2                                     | 1                                     | 2                                     | 9º                                    |
| XXII    | 2014 | Zúrich     | 71                                    | 22                                    | 2                                     | 1                                     | 3                                     | 8º                                    |
| XXIII   | 2016 | Ámsterdam  | 75                                    | 19                                    | 3                                     | 4                                     | 1                                     | 6º                                    |
| XXIV    | 2018 | Berlín     | 92                                    | 27                                    | 2                                     | 3                                     | 5                                     | 9º                                    |
| XXV     | 2020 | París      | Cancelado por la pandemia de COVID-19 | Cancelado por la pandemia de COVID-19 | Cancelado por la pandemia de COVID-19 | Cancelado por la pandemia de COVID-19 | Cancelado por la pandemia de COVID-19 | Cancelado por la pandemia de COVID-19 |
| XXVI    | 2022 | Múnich     | 86                                    | 27                                    | 4                                     | 3                                     | 3                                     | 3º                                    |
| XXVII   | 2024 | Roma       | 87                                    | 29                                    | 2                                     | 3                                     | 3                                     | 7º                                    |
| XXVIII  | 2026 | Birmingham | -                                     | -                                     | -                                     | -                                     | -                                     | -                                     |
| XXIX    | 2028 | Chorzów    | -                                     | -                                     | -                                     | -                                     | -                                     | -                                     |
|         |      | TOTALES    | 1053                                  | 282                                   | 34                                    | 30                                    | 42                                    | 10º                                   |

## Medallero
La primera medalla se obtuvo en la duodécima edición del campeonato celebrada en 1978 en Praga, en la prueba de 50 kilómetros marcha, cuando el atleta Jordi Llopart logró el primer puesto en la prueba consiguiendo así la medalla de oro.
La primera mujer que obtuvo una medalla para España fue Mari Cruz Díaz quien en la decimocuarta edición del campeonato celebrada en 1986 en Stuttgart logró la medalla de oro en la prueba de los 10 kilómetros marcha.
El detalle de las medallas obtenidas por el seleccionado español en las distintas ediciones de los campeonatos europeo de atletismo es el siguiente:
| Medalla | Atleta                     | Prueba                  | Edición           |
| ------- | -------------------------- | ----------------------- | ----------------- |
| ORO     | Jordi Llopart              | 50 kilómetros marcha    | 1978 – Praga      |
| ORO     | Josep Marín                | 20 kilómetros marcha    | 1982 – Atenas     |
| ORO     | Mari Cruz Díaz             | 10 kilómetros marcha    | 1986 – Stuttgart  |
| ORO     | Fermín Cacho               | 1500 metros lisos       | 1994 – Helsinki   |
| ORO     | Abel Antón                 | 10000 metros lisos      | 1994 – Helsinki   |
| ORO     | Martín Fiz                 | Maratón                 | 1994 – Helsinki   |
| ORO     | Reyes Estévez              | 1500 metros lisos       | 1998 – Budapest   |
| ORO     | Isaac Viciosa              | 5000 metros lisos       | 1998 – Budapest   |
| ORO     | Alberto García             | 5000 metros lisos       | 2002 – Munich     |
| ORO     | Marta Domínguez            | 5000 metros lisos       | 2002 – Munich     |
| ORO     | Chema Martínez             | 10000 metros lisos      | 2002 – Munich     |
| ORO     | Antonio Jiménez Pentinel   | 3000 metros obstáculos  | 2002 – Munich     |
| ORO     | Glory Alozie               | 100 metros vallas       | 2002 – Munich     |
| ORO     | Paquillo Fernández         | 20 kilómetros marcha    | 2002 – Munich     |
| ORO     | Jesús España               | 5000 metros lisos       | 2006 – Gotemburgo |
| ORO     | Marta Domínguez            | 5000 metros lisos       | 2006 – Gotemburgo |
| ORO     | Paquillo Fernández         | 20 kilómetros marcha    | 2006 – Gotemburgo |
| ORO     | Arturo Casado              | 1500 metros lisos       | 2010 – Barcelona  |
| ORO     | Nuria Fernández            | 1500 metros lisos       | 2010 – Barcelona  |
| ORO     | Nuria Fernández            | 1500 metros lisos       | 2012 – Helsinki   |
| ORO     | Ruth Beitia                | Salto de altura         | 2012 – Helsinki   |
| ORO     | Miguel Ángel López         | 20 kilómetros marcha    | 2014 – Zúrich     |
| ORO     | Ruth Beitia                | Salto de altura         | 2014 – Zúrich     |
| ORO     | Bruno Hortelano            | 200 metros lisos        | 2016 – Ámsterdam  |
| ORO     | Ilias Fifa                 | 5000 metros lisos       | 2016 – Ámsterdam  |
| ORO     | Ruth Beitia                | Salto de altura         | 2016 – Ámsterdam  |
| ORO     | Álvaro Martín              | 20 kilómetros marcha    | 2018 – Berlín     |
| ORO     | María Pérez                | 20 kilómetros marcha    | 2018 – Berlín     |
| ORO     | Mariano García             | 800 metros              | 2022 – Múnich     |
| ORO     | Asier Martínez             | 110 metros vallas       | 2022 – Múnich     |
| ORO     | Álvaro Martín              | 20 kilómetros marcha    | 2022 – Múnich     |
| ORO     | Miguel Ángel López         | 35 kilómetros marcha    | 2022 – Múnich     |
| PLATA   | Josep Marín                | 50 kilómetros marcha    | 1982 – Atenas     |
| PLATA   | Antonio Corgos             | Salto de longitud       | 1982 – Atenas     |
| PLATA   | Daniel Plaza               | 20 kilómetros marcha    | 1990 – Split      |
| PLATA   | Ángel Hernández            | Salto de longitud       | 1990 – Split      |
| PLATA   | Isaac Viciosa              | 1500 metros lisos       | 1994 – Helsinki   |
| PLATA   | Diego García               | Maratón                 | 1994 – Helsinki   |
| PLATA   | Manuel Pancorbo            | 5000 metros lisos       | 1998 – Budapest   |
| PLATA   | David Canal                | 400 metros lisos        | 2002 – Munich     |
| PLATA   | Mayte Martínez             | 800 metros lisos        | 2002 – Munich     |
| PLATA   | Reyes Estévez              | 1500 metros lisos       | 2002 – Munich     |
| PLATA   | Chema Martínez             | 10000 metros lisos      | 2006 – Gotemburgo |
| PLATA   | José Luis Blanco           | 3000 metros obstáculos  | 2006 – Gotemburgo |
| PLATA   | Jesús Ángel García Bragado | 50 kilómetros marcha    | 2006 – Gotemburgo |
| PLATA   | Jesús España               | 5000 metros lisos       | 2010 – Barcelona  |
| PLATA   | Chema Martínez             | Maratón                 | 2010 – Barcelona  |
| PLATA   | Luis Felipe Méliz          | Salto de longitud       | 2012 – Helsinki   |
| PLATA   | Borja Vivas                | Lanzamiento de peso     | 2014 – Zúrich     |
| PLATA   | David Bustos               | 1500 metros lisos       | 2016 – Ámsterdam  |
| PLATA   | Adel Mechaal               | 5000 metros lisos       | 2016 – Ámsterdam  |
| PLATA   | Sergio Fernández           | 400 metros vallas       | 2016 – Ámsterdam  |
| PLATA   | Equipo masculino           | Media Maratón           | 2016 – Ámsterdam  |
| PLATA   | Fernando Carro             | 3000 metros obstáculos  | 2018 – Berlín     |
| PLATA   | Diego García Carrera       | 20 kilómetros marcha    | 2018 – Berlín     |
| PLATA   | Equipo masculino           | Maratón                 | 2018 – Berlín     |
| PLATA   | Mohamed Katir              | 5000 metros             | 2022 – Múnich     |
| PLATA   | Raquel González            | 35 kilómetros marcha    | 2022 – Múnich     |
| PLATA   | Equipo femenino            | Maratón                 | 2022 – Múnich     |
| BRONCE  | José Manuel Abascal        | 1500 metros lisos       | 1982 – Atenas     |
| BRONCE  | Domingo Ramón              | 3000 metros obstáculos  | 1982 – Atenas     |
| BRONCE  | Carlos Sala                | 110 metros vallas       | 1986 – Stuttgart  |
| BRONCE  | Miguel Ángel Prieto        | 20 kilómetros marcha    | 1986 – Stuttgart  |
| BRONCE  | Tomás de Teresa            | 800 metros lisos        | 1994 – Helsinki   |
| BRONCE  | Abel Antón                 | 5000 metros lisos       | 1994 – Helsinki   |
| BRONCE  | Alberto Juzdado            | Maratón                 | 1994 – Helsinki   |
| BRONCE  | Valentí Massana            | 20 kilómetros marcha    | 1994 – Helsinki   |
| BRONCE  | Fermín Cacho               | 1500 metros lisos       | 1998 – Budapest   |
| BRONCE  | Marta Domínguez            | 5000 metros lisos       | 1998 – Budapest   |
| BRONCE  | Paquillo Fernández         | 20 kilómetros marcha    | 1998 – Budapest   |
| BRONCE  | Equipo masculino           | 4 x 400 metros lisos    | 1998 – Budapest   |
| BRONCE  | José Ríos                  | 10000 metros lisos      | 2002 – Munich     |
| BRONCE  | Julio Rey                  | Maratón                 | 2002 – Munich     |
| BRONCE  | Luis Miguel Martín         | 3000 metros obstáculos  | 2002 – Munich     |
| BRONCE  | José Manuel Molina         | 20 kilómetros marcha    | 2002 – Munich     |
| BRONCE  | Jesús Ángel García Bragado | 50 kilómetros marcha    | 2002 – Munich     |
| BRONCE  | Yago Lamela                | Salto de longitud       | 2002 – Munich     |
| BRONCE  | Juan Carlos Higuero        | 1500 metros lisos       | 2006 – Gotemburgo |
| BRONCE  | Juan Carlos Higuero        | 5000 metros lisos       | 2006 – Gotemburgo |
| BRONCE  | Juan Carlos de la Ossa     | 10000 metros lisos      | 2006 – Gotemburgo |
| BRONCE  | Julio Rey                  | Maratón                 | 2006 – Gotemburgo |
| BRONCE  | Mercedes Chilla            | Lanzamiento de jabalina | 2006 – Gotemburgo |
| BRONCE  | Manuel Olmedo              | 1500 metros lisos       | 2010 – Barcelona  |
| BRONCE  | Natalia Rodríguez          | 1500 metros lisos       | 2010 – Barcelona  |
| BRONCE  | David Bustos               | 1500 metros lisos       | 2012 – Helsinki   |
| BRONCE  | Víctor García              | 3000 metros obstáculos  | 2012 – Helsinki   |
| BRONCE  | Indira Terrero             | 400 metros lisos        | 2014 – Zúrich     |
| BRONCE  | Ángel Mullera              | 3000 metros obstáculos  | 2014 – Zúrich     |
| BRONCE  | Diana Martín Giménez       | 3000 metros obstáculos  | 2014 – Zúrich     |
| BRONCE  | Toni Abadía                | 10000 metros lisos      | 2016 – Ámsterdam  |
| BRONCE  | Equipo femenino            | Maratón                 | 2018 – Berlín     |
| BRONCE  | Orlando Ortega             | 110 metros vallas       | 2018 – Berlín     |
| BRONCE  | Júlia Takács               | 50 kilómetros marcha    | 2018 – Berlín     |
| BRONCE  | Ana Peleteiro              | Triple salto            | 2018 – Berlín     |
| BRONCE  | Equipo masculino           | 4 x 400 metros lisos    | 2018 – Berlín     |
| BRONCE  | Mario García Romo          | 1500 metros             | 2022 - Múnich     |
| BRONCE  | Equipo masculino           | Maratón                 | 2022 - Múnich     |
| BRONCE  | Diego García Carrera       | 20 kilómetros marcha    | 2022 - Múnich     |

1. ↑  Equipo formado por Carles Castillejo, Jesús España, Ayad Lamdassem e Iván Fernández
2. ↑  Equipo formado por Javier Guerra, Jesús España, Camilo Santiago, Pedro Nimo e Iraitz Arrospide
3. ↑  Equipo formado por Marta Galimany, Elena Loyo, Laura Méndez e Irene Pelayo
4. ↑  Equipo formado por Antonio Andrés, Juan Vicente Trull, Andrés Martínez y David Canal
5. ↑  Equipo formado por Trihas Gebre, Azucena Díaz, Elena Loyo y Marta Galimany
6. ↑  Equipo formado por Óscar Husillos, Lucas Búa, Samuel García, Bruno Hortelano, Mark Ujakpor y Darwin Echeverry
7. ↑  Equipo formado por Jorge Blanco, Ayad Lamdassem, Abdelaziz Merzougui, Daniel Mateo y Yago Rojo